# Miller v. Alabama
Miller v. Alabama ist ein am Obersten Gerichtshof der Vereinigten Staaten verhandelter Fall zur Frage, ob gesetzliche Regelungen zur zwingenden Verhängung einer lebenslangen Freiheitsstrafen ohne Begnadigungsmöglichkeit für minderjährige Straftäter verfassungswidrig sind.

## Hintergrund
Evan Miller ermordete im Jahr 2003 im US-Bundesstaat Alabama im Alter von 14 Jahren gemeinsam mit einem Komplizen einen Mann mit einem Baseballschläger und setzte den Wohnwagen des Opfers in Brand, um die Leiche zu verbrennen. Miller wurde von einer Jury des Mordes in Tateinheit mit Brandstiftung verurteilt, was gemäß den Strafgesetzen des Bundesstaats die automatische Verhängung einer lebenslangen Freiheitsstrafe ohne Begnadigungsmöglichkeit bedeutete. Für Richter und Jury bestand kein Gestaltungsspielraum bei der Verhängung der Strafe.
Miller legte gegen das Urteil Berufung ein, mit der Begründung, eine gesetzliche Regelung, die die zwingende Verhängung einer lebenslangen Freiheitsstrafe ohne Begnadigungsmöglichkeit vorsehe, verstoße gegen das im 8. Zusatzartikel zur Verfassung der Vereinigten Staaten festgeschriebene Verbot grausamer und ungewöhnlicher Strafen (cruel and unusual punishment). Seine Klage wurde von einem Berufungsgericht abgewiesen. Der Oberste Gerichtshof des Staates Alabama nahm seine Beschwerde nicht zur Entscheidung an. Daraufhin legte Graham Berufung beim Obersten Gerichtshof der Vereinigten Staaten ein, der den Fall zur letztinstanzlichen Entscheidung annahm.

## Urteil
Das Gericht entschied mit einer Mehrheit von fünf der neun Richterstimmen, dass gesetzliche Regelungen, die die zwingende Verhängung einer lebenslangen Freiheitsstrafe für minderjährige Straftäter vorsehen, ein Verstoß gegen das Verbot grausamer und ungewöhnlicher Strafen sind und   dies verfassungswidrig sei. Bei minderjährigen Straftätern sei von verminderter Schuldfähigkeit und einem größeren Potenzial für eine mögliche Resozialisation auszugehen. Auch in Fällen, in denen die Schuld des Verurteilten schwer wiege, müsse es eine Möglichkeit geben, dies bei der Strafzumessung zu berücksichtigen. Erzwinge die Gesetzeslage die Verhängung lebenslanger Haft ohne Begnadigungsmöglichkeit, werde ein 14-Jähriger genauso wie ein 17-Jähriger behandelt. In den Staaten, in denen die Todesstrafe abgeschafft wurde, erhalte ein Minderjähriger dann automatisch dieselbe Strafe wie ein Erwachsener.
Das Gericht betonte, dass eine lebenslange Haftstrafe ohne Begnadigungsmöglichkeit für minderjährige Mörder (vgl. Graham v. Florida) auch weiterhin möglich sei. Die zwingende Verhängung dieses Strafmaßes sei jedoch als grausame und ungewöhnliche Strafe zu betrachten und aufgrund des 8. Zusatzartikels zur Verfassung der Vereinigten Staaten verfassungswidrig.